# Ptaki, ptakom...
Ptaki, ptakom... – polski dramat wojenny z 1976 roku w reż. Pawła Komorowskiego. Adaptacja powieści Wilhelma Szewczyka pod tym samym tytułem.

## Opis fabuły
Katowice w pierwszych dniach września 1939 roku, niedługo po zajęciu miasta przez oddziały niemieckie. Kilku polskich więźniów opuszcza lokalne więzienie i maltretowani przez agresywnych SA-manów, udaje się w więziennej karetce w swoją ostatnią drogę na miejsce stracenia. Są wśród nich porucznik rezerwy Karol Profaska – dowódca lokalnego oddziału samoobrony, harcerka, której koleżanki poległy w obronie wieży spadochronowej, byli powstańcy śląscy, kolejarze – cywilni mieszkańcy Katowic, którzy po opuszczeniu miasta przez regularne, polskie oddziały chwycili za broń w nierównej walce z najeźdźcą. Ich ostatnia podróż, w dniu uroczystego wkroczenia jednostek niemieckich do Katowic jest okazją do indywidualnych wspomnień, ukazujących heroiczną obronę miasta przez jej polskich mieszkańców w pierwszych dniach wojny.

## Obsada aktorska
- Henryk Bista – por. Karol Profaska
- Zygmunt Biernat – Pawelczyk
- Wirgiliusz Gryń – Kopocz
- Bernard Krawczyk – kolejarz Paruzel
- Tadeusz Madeja – Sobek
- Jan Bógdoł – SA-man Fritz
- Mieczysław Całka – SA-man
- Janina Grzegorczyk – harcerka, zastępowa
- Adam Kwiatkowski – podoficer niemiecki (konwojent)
- Maciej Maciejewski – harcerz Rafał
- Henryk Maruszczyk – Procek
- Andrzej Mrożewski – kpt. Konstanty Musioł
- Jerzy Nowak – Barcik, ojciec Trudki
- Katarzyna Pawlak – harcerka Danka
- Edward Skarga – komendant samoobrony
- Tadeusz Teodorczyk – sturmführer Georg Joschke (przywódca SA-manów)

i inni.

## Plenery
Zdjęcia kręcono w Katowicach i Bytomiu.